# 許仲宣
許仲宣（929年—990年），字希粲，北宋青州人。
后汉乾祐元年（948年）进士，与王溥同榜，年十八岁。后周时考功员外郎张乂荐为淄州团练判官。入宋，授知北海軍。開寶九年（976年）知永興軍。太宗時，升遷為兵部郎中，授西川轉運使。太平興國八年，升任左諫議大夫。終官給事中。淳化元年（990年）卒，享年六十一歲。

## 延伸阅读
[在维基数据编辑]
 《宋史/卷270》，出自脱脱《宋史》